# کوستا توماشویچ
کوستا توماشویچ (انگلیسی: Kosta Tomašević؛ ۲۵ ژوئیه ۱۹۲۳ – ۱۳ مارس ۱۹۷۶) بازیکن فوتبال اهل یوگسلاوی بود.
از باشگاه‌هایی که در آن بازی کرده‌است می‌توان به باشگاه فوتبال ستاره سرخ بلگراد اشاره کرد.
وی همچنین در تیم‌های ملی فوتبال صربستان و یوگسلاوی بازی کرده‌است. توماشویچ در مسابقات بین‌المللی در مجموع برندهٔ ۲ مدال نقره شده‌است.